# Sacha Danino
Sacha Danino est un auteur-scénariste français né le 22 août 1976 à Paris 11e.

## Biographie
Après des études à Henri-IV (5e arrondissement de Paris) durant lesquelles il rencontra son futur comparse Sébastien Azzopardi, Sacha Danino s'orienta vers la philosophie (Sorbonne, université Paris-IV) ainsi que l'histoire de l'art et l'ingénierie culturelle (ICART Paris - Institut des carrières artistiques). Il compléta sa formation en intégrant l'ICCOM (Institut de la culture, de la communication et du management). Par la suite, il se dirigea vers le journalisme pour devenir rédacteur dans la presse économique (Le Distributeur Automobile) et institutionnelle (La Revue parlementaire). Et c'est durant l'année 2006 que son ami d'enfance, engagé depuis longtemps en tant que comédien et metteur en scène, lui proposa d'adapter avec lui le célèbre roman de Jules Verne Le Tour du monde en 80 jours. Piqué par la curiosité, il accepta. Ce fut alors leur premier succès puisque la pièce se joua plus de quinze ans (2006-2020). Débuta donc une longue et étroite collaboration entre les deux amis. Ensemble ils écrivirent pas moins d'une douzaine de pièces, dont certaines furent récompensées aux Molières.

## Théâtre
- 2006 : Le Tour du monde en 80 jours d'après Jules Verne - Coécrit avec Sébastien Azzopardi, ce spectacle s'est joué de 2006 à 2019 (quatorze ans) à Paris (Lucernaire, Café de la Gare, Splendid, théâtre de la Gaîté).
- 2007 : Mission Florimont. Coécrit avec Sébastien Azzopardi, ce spectacle s'est joué de 2007 à 2010 à Paris (Tristan Bernard, Le Temple et la Comédie de Paris)[2]
- 2009 : Mascarade - Théâtre Michel Galabru (XVIIIe)[3],[4]
- 2010 : On est tous portés sur la question - Théâtre Mélo d'Amélie (IIe) - Quadriptyque écrit par Carole Greep, Clément Michel, Hervé Devolder, Sébastien Azzopardi et Sacha Danino [5]
- 2011 : Dernier Coup de ciseaux de Marilyn Abrams, Bruce Jordan, Paul Pörtner, mise en scène Sébastien Azzopardi et Sacha Danino, Théâtre des Mathurins. Le spectacle se joue toujours aujourd'hui (dix ans)[6]
- 2014 : Coup de Théâtre(s) - Théâtre de la Gaité-Montparnasse (XIVe). Coécrit avec Sébastien Azzopardi[7]
- 2015 : Ne pas donner à manger au conférencier - Théâtre des Mathurins (VIIIe)[8],[9]
- 2015 : Sans Rancune - Théâtre du Palais Royal (Ier). Pièce américaine de Samuel Bobrick et Ronald Clark coadaptée avec Sébastien Azzopardi [10]
- 2015 : La Dame blanche - Théâtre du Palais Royal et théâtre de la Renaissance. Coécrit avec Sébastien Azzopardi. La pièce s'est jouée deux saisons et demie[11].
- 2017 : Oh my God ! - Théâtre du Tristan Bernard (VIIIe). Adaptation de la pièce de Robert Askins, coadaptée avec Sébastien Azzopardi[12]
- 2018 : Chapitre XIII - Théâtre du Tristan Bernard (VIIIe). Coécrit avec Sébastien Azzopardi [13]
- 2019 : Le Tour du monde en 80 jours 2.0 - Théâtre de la tour Eiffel (VIIe). Coécrit avec Sébastien Azzopardi[14]
- 2019 : Drôle d'Histoire - Théâtre Montmartre-Galabru (XVIIIe). Seule-en-scène coécrit avec Juliette Galoisy[15],[16]
- 2020 : L'Embarras du Choix - Théâtre de la Gaîté-Montparnasse (XIVe). Coécrit avec Sébastien Azzopardi[17]
- 2023 : Sacha contre Guitry, tout contre - Théâtre Michel (VIIIe). Mise en scène de Ned Grujic[18],[19],[20]
- 2025 : Mission Florimont 2.0 - Théâtre La Gaîté Rive Gauche (XIVe). Coécrit avec Sébastien Azzopardi

## Cinéma
- 2013-2014 : Développement pour des séries télé (Les Sous-doués - TF1[21] et L'Histoire contre-attaque - M6)
- 2021 : Le Bhoutan n'aurait jamais fait ça - Scénario original de Sacha Danino, réalisé par Sandrine Guisier avec Nelly Clara, Richard Jovial, Stéphane Roux, Farid Rezgui et Sandrine Guisier. (Nikon Film Festival)[22]

## Publication
- 2015 : La Dame Blanche - L'avant-scène théâtre[23]

## Presse
- 2002-2004 : Revue parlementaire - Politique culturelle[24]
- 1998-2002 : Publie expert - Politique économique

## Prix et nominations
- Prix Charles Oulmont 2006 pour Le Tour du monde en 80 jours[25]
- Prix Raimu de la Comédie 2007 pour Le Tour du monde en 80 jours
- Prix du Public 2007 au Festival d'Anjou pour Le Tour du monde en 80 jours[26]
- Nomination Molière 2010 pour Mission Florimont (Comédie)[27]
- Molière 2014 pour Dernier coup de Ciseaux (Comédie)[28]
- Nomination Molière 2016 pour La Dame Blanche (mise en scène, meilleur second rôle féminin, scénographie)[29]
- Molière 2019 pour Chapitre XIII (création visuelle)[30]
- Les Étoiles du Parisien 2020 pour L'Embarras du choix (théâtre)[31]
- Nomination Molière 2022 pour L'Embarras du choix (Comédie)[32]

## Organisations
- Membre des Écrivains associés du théâtre (EAT)
- Membre de Diabolus in Musica, formation de musique ancienne basée à Tours[33]
- Contributeur à la Fondation du patrimoine
- Sociétaire à la Société des auteurs et compositeurs dramatiques (SACD)